# Laura Drasbæk
Laura Drasbæk (Kopenhagen, 22 december 1974) is een Deens actrice en schrijfster.

## Biografie
Drasbæk maakte in 1990 op 16-jarige leeftijd haar filmdebuut in de dramafilm Lad isbjørnene danse. Daarna studeerde ze in 2001 af aan de acteerschool van het Aarhus Teater. Ze speelde verschillende rollen in theater, film en televisieseries. 
Drasbæk schreef ook twee kinderboeken, Gersemi og de nordiske guder (2005) en Alma med dragehjerter (2006).

### Privéleven
Drasbæk heeft twee kinderen met acteur Gerard Carey Bidstrup, was getrouwd met muzikant Kasper Eistrup van wie ze in 2009 scheidde na een huwelijk van een jaar. Ze heeft sinds 2022 opnieuw een relatie met filmmaker Lasse Spang Olsen met wie ze ook acht jaar samen was tussen 2011 en 2019.

## Filmografie

### Films
- 2017: Sikke et cirkus: Det mystiske mysterium - als vrouw van de burgemeester
- 2016: De vildfarne - als Maria
- 2012: Lærkevej - Til døden os skiller - als Katrine Holm
- 2009: Simon & Malou - als Lotte
- 2007: Ekko - als moeder
- 2007: Hjemve - als overloper
- 2005: Mørke - als Nina
- 2004: Familien Gregersen - als Karen
- 2004: Den gode strømer - als Kate
- 2002: Okay - als Tanja
- 2000: Blinkende lygter - als Susanne
- 1996: Pushe - als Vic
- 1996: Mørkeleg - als Maibritt
- 1995: Sidste time - als Iris
- 1991: Drengene fra Sankt Petri
- 1990: Lad isbjørnene danse - als Lollo

### Televisie
- 2020 - 2025: Sommerdahl - als Marianne
- 2009 - 2010: Lærkevej - als Katrine Holm
- 2007: Forbrydelsen - als Charlotte
- 2004: Anna Pihl - als Laura
- 2003: Nikolaj og Julie - als Maria
- 2002: Langt fra Las Vegas - als Illona
- 2001: Rejseholdet - als Rikke